# Gotartów
Gotartów (niem. Gottersdorf)– wieś w Polsce położona w województwie opolskim, w powiecie kluczborskim, w gminie Kluczbork.

## Historia
Od końca XVIII w. wieś posiadała pieczęć gminną, na której wizerunku przedstawiono  drzewo liściaste (lipa?) rosnące na wzgórzu.